# Världsmästerskapen i terränglöpning
Världsmästerskapen i terränglöpning är den mest prestigefulla tävlingen inom terränglöpning och ägde rum varje år från och med 1973 till och med 2011; därefter hålls det vartannat år. Sträckan är 12 km för män och 8 km för kvinnor. Det finns även juniortävlingar för pojkar respektive flickor (junior-VM) i samma evenemang.
Kenya och Etiopien har varit dominerande på herrsidan och tagit de flesta gulden sedan 1980-talet.
På damsidan har Etiopien vunnit ett antal guld, men segrare har kommit från olika delar av världen.

## Upplagor
| Upplaga | År   | Ort                                     | Land                    | Datum       | Plats                                   | Nationer | Aktiva |
| ------- | ---- | --------------------------------------- | ----------------------- | ----------- | --------------------------------------- | -------- | ------ |
| 1       | 1973 | Waregem, Västflandern                   | Belgien                 | 17 mars     | Hippodroom Waregem                      | 21       | 286    |
| 2       | 1974 | Monza, Lombardiet                       | Italien                 | 16 mars     | Mirabellobanan                          | 23       | 269    |
| 3       | 1975 | Rabat                                   | Marocko                 | 16 mars     | Souissibanan                            | 26       | 316    |
| 4       | 1976 | Chepstow, Gwent, Wales                  | Storbritannien          | 28 februari | Chepstow Racecourse                     | 21       | 306    |
| 5       | 1977 | Düsseldorf, Nordrhein-Westfalen         | Västtyskland            | 20 mars     | Galopprennbahn Düsseldorf-Grafenberg    | 22       | 345    |
| 6       | 1978 | Glasgow, Skottland                      | Storbritannien          | 25 mars     | Bellahouston Park                       | 27       | 358    |
| 7       | 1979 | Limerick, Munster                       | Irland                  | 25 mars     | Greenpark Racecourse                    | 27       | 383    |
| 8       | 1980 | Paris                                   | Frankrike               | 9 mars      | Hippodrome de Longchamp                 | 28       | 381    |
| 9       | 1981 | Madrid                                  | Spanien                 | 28 mars     | Hippodromo de la Zarzuela               | 39       | 460    |
| 10      | 1982 | Rom                                     | Italien                 | 21 mars     | Ippodromo delle Capannelle              | 33       | 382    |
| 11      | 1983 | Gateshead, Tyne and Wear                | England, Storbritannien | 20 mars     | Riverside Park                          | 35       | 431    |
| 12      | 1984 | East Rutherford, New Jersey             | USA                     | 25 mars     | Meadowlands Racetrack                   | 40       | 443    |
| 13      | 1985 | Lissabon                                | Portugal                | 24 mars     | Jamor                                   | 50       | 570    |
| 14      | 1986 | Colombier, Neuchâtel                    | Schweiz                 | 23 mars     | Planeyse Colombier                      | 57       | 670    |
| 15      | 1987 | Warszawa                                | Polen                   | 22 mars     | Służewiecbanan                          | 47       | 576    |
| 16      | 1988 | Auckland                                | Nya Zeeland             | 26 mars     | Ellerslie Racecourse                    | 41       | 441    |
| 17      | 1989 | Stavanger, Rogaland fylke               | Norge                   | 19 mars     | Scanvest Ring                           | 41       | 568    |
| 18      | 1990 | Aix-les-Bains, Savoie                   | Frankrike               | 25 mars     | Hippodrome de Marlioz                   | 59       | 617    |
| 19      | 1991 | Antwerpen, Antwerpenprovinsen           | Belgien                 | 24 mars     | Linkeroever banan                       | 51       | 633    |
| 20      | 1992 | Boston, Massachusetts                   | USA                     | 21 mars     | Franklin Park                           | 53       | 580    |
| 21      | 1993 | Amorebieta, Baskien                     | Spanien                 | 28 mars     | Jaureguibarría Course                   | 54       | 653    |
| 22      | 1994 | Budapest                                | Ungern                  | 26 mars     | Kincsem Park                            | 60       | 760    |
| 23      | 1995 | Durham, County Durham                   | Storbritannien          | 25 mars     | Durhams universitet                     | 58       | 109    |
| 24      | 1996 | Stellenbosch, Västra Kap                | Sydafrika               | 23 mars     | Danie Craven Stadium                    | 65       | 669    |
| 25      | 1997 | Turin, Piemonte                         | Italien                 | 23 mars     | Parco del Valentino                     | 72       | 725    |
| 26      | 1998 | Marrakech                               | Marocko                 | 21 mars/22  | Menara district                         | 66       | 707    |
| 27      | 1999 | Belfast, Nordirland                     | Storbritannien          | 27-28 mars  | Barnett Demesne                         | 66       | 759    |
| 28      | 2000 | Vilamoura, Algarve                      | Portugal                | 18-19 mars  | Sporting Complex of Vilamoura           | 76       | 805    |
| 29      | 2001 | Oostende, Västflandern                  | Belgien                 | 24-25 mars  | Hippodrome Wellington                   | 67       | 790    |
| 30      | 2002 | Dublin, Leinster                        | Irland                  | 23-24 mars  | Leopardstown Racecourse                 | 59       | 664    |
| 31      | 2003 | Lausanne, Vaud                          | Schweiz                 | 20-30 mars  | L'Institut Équestre National d'Avenches | 65       | 605    |
| 32      | 2004 | Bryssel                                 | Belgien                 | 20-21 mars  | Ossegem Park                            | 72       | 673    |
| 33      | 2005 | Saint-Galmier, Loire                    | Frankrike               | 19-20 mars  | Hippodrome Joseph Desjoyaux             | 72       | 695    |
| 34      | 2006 | Fukuoka, Kyushu                         | Japan                   | 1-2 april   | Umi-no-nakamichi Seaside Park           | 59       | 574    |
| 35      | 2007 | Mombasa                                 | Kenya                   | 24 mars     | Mombasa Golf Course                     | 63       | 470    |
| 36      | 2008 | Edinburgh, Skottland                    | Storbritannien          | 30 mars     | Holyrood Park                           | 23       | 448    |
| 37      | 2009 | Amman                                   | Jordanien               | 28 mars     | Al Bisharat Golf Course                 | 57       | 459    |
| 38      | 2010 | Bydgoszcz, Kujavien-Pommerns vojvodskap | Polen                   | 28 mars     | Myślęcinek Park                         | 59       | 437    |
| 39      | 2011 | Punta Umbría, Andalusien                | Spanien                 | 20 mars     | Polideportivo Antonio Gil Hernández     | 51       | 423    |
| 40      | 2013 | Bydgoszcz, Kujavien-Pommerns vojvodskap | Polen                   | 24 mars     | Myślęcinek Park                         | 41       | 398    |
| 41      | 2015 | Guiyang, Guizhou                        | Kina                    | 28 mars     | Guiyang horse racing circuit            | 51       | 410    |
| 42      | 2017 | Kampala                                 | Uganda                  | 26 mars     | Kololo Independence Grounds             | 60       | 557    |
| 43      | 2019 | Århus                                   | Danmark                 | 30 mars     | Moesgård Museum                         | 63       | 520    |
| 44      | 2023 | Bathurst, New South Wales               | Australien              | 18 februari | Mount Panorama Circuit                  | 48       | 453    |
| 45      | 2024 | Belgrad                                 | Serbien                 | 30 mars     | Park of Friendship                      |          |        |